# Марцијај (Белуно)
Марцијај (итал. Marziai) је насеље у Италији у округу Белуно, региону Венето.
Према процени из 2011. у насељу је живело 193 становника. Насеље се налази на надморској висини од 282 м.